# Golf Cup of Nations 2017
De Golf Cup of Nations 2017 is de 23ste editie van dit voetbaltoernooi dat wordt gehouden in Koeweit. Het werd gespeeld tussen 22 december 2017 en 5 januari 2018. Oman won het toernooi voor de tweede keer door in de finale de Verenigde Arabische Emiraten te verslaan, daar waren wel strafschoppen voor nodig.

## Gastland en datum
Het toernooi zou worden gespeeld in februari 2015 in Basra, Irak. Toen dat land vanwege financiële problemen het toernooi niet kon organiseren werd Koeweit aangewezen. Koeweit had het toernooi al een aantal keer eerder georganiseerd. Ook het tijdstip van het toernooi werd verplaatst naar december 2016 tot januari 2017. Later werd bekend dat ook Koeweit het toernooi niet zou organiseren. De FIFA had namelijk besloten het land te schorsen. Besloten werd dat het toernooi naar Qatar zou gaan. Qatar organiseerde het toernooi 3 keer eerder. De eerste keer was in 1976, later ook nog in 1992 en 2004.
Op 6 december werd bekend dat de schorsing van Koeweit werd opgeheven. Daardoor kon het land alsnog dit toernooi organiseren. De landen die niet mee zouden doen konden hierdoor alsnog meedoen.
| \| Koeweit \| \| Koeweit \| \| \| Al Kuwait Sports Clubstadion \| Jaber Al-Ahmad Internationaal Stadion \| \| \| \| 29° 20′ 33″ NB, 47° 57′ 7″ OL \| 29° 16′ 14″ NB, 47° 55′ 7″ WL \| \| \| \| Capaciteit: 18.500 \| Capaciteit: 60.000 \| \| \| | kaartje · Koeweit-Stad                |         |  |
| Koeweit |                                       | Koeweit |  |
| Al Kuwait Sports Clubstadion | Jaber Al-Ahmad Internationaal Stadion |         |  |
| 29° 20′ 33″ NB, 47° 57′ 7″ OL | 29° 16′ 14″ NB, 47° 55′ 7″ WL         |         |  |
| Capaciteit: 18.500 | Capaciteit: 60.000                    |         |  |

## Deelnemende landen
De loting voor dit toernooi vond plaats in Doha, september 2017, er waren tijdens de loting ernstige diplomatieke ongeregeldheden. Het is mogelijk dat enkele landen die deelnamen aan de loting het toernooi uiteindelijk toch gaan boycotten. Het gaat om Saoedi-Arabië, Verenigde Arabische Emiraten en Bahrein, van die landen waren ook geen delegaties bij de trekking aanwezig. Ook Koeweit, die is geschorst door de FIFA, zou mogelijk niet deelnemen. (Hoewel dit toernooi geen deel uitmaakt van de FIFA.)
 In november 2017 werd bekend dat Saoedi-Arabie, Verenigde Arabische Emiraten en Bahrein gediskwalificeerd werden, ze hadden niet op tijd hun deelname aan het toernooi bevestigd. De deadline hiervoor was 13 november. Door de schorsing van Koeweit door de FIFA zou dat land wellicht ook niet mee kunnen doen, daardoor was het de vraag of dit toernooi (die minimaal 5 deelnemers vereist) wel door kan gaan. Nadat de schorsing van Koeweit werd opgeheven konden de gediskwalificeerde landen alsnog meedoen.

## Groepsfase

### Groep A
| Pos | Land                         | Wed | Win | Gel | Ver | DV | DT | +/− | Pnt |
| --- | ---------------------------- | --- | --- | --- | --- | -- | -- | --- | --- |
| 1   | Oman                         | 3   | 2   | 0   | 1   | 3  | 1  | +2  | 6   |
| 2   | Verenigde Arabische Emiraten | 3   | 1   | 2   | 0   | 1  | 0  | +1  | 5   |
| 3   | Saoedi-Arabië                | 3   | 1   | 1   | 1   | 2  | 3  | –1  | 4   |
| 4   | Koeweit                      | 3   | 0   | 1   | 2   | 1  | 3  | –2  | 1   |

|                                |                |              |                             | |
| 22 december 2017 18:30 (UTC+3) | Koeweit        | 1 – 2        | Saoedi-Arabië               | Jaber Al-Ahmad Internationaal Stadion, Koeweit-Stad Toeschouwers: 60.000 Scheidsrechter: Ali Abdulnabi (BHR) |
| 22 december 2017 18:30 (UTC+3) | Al Buraiki 60' | Externe link | 13' Al-Moasher 52' Fallatah | Jaber Al-Ahmad Internationaal Stadion, Koeweit-Stad Toeschouwers: 60.000 Scheidsrechter: Ali Abdulnabi (BHR) |

|                                |      |              |                     |                                                                                     |
| 22 december 2017 21:00 (UTC+3) | Oman | 0 – 1        | V.A.E.              | Jaber Al-Ahmad Internationaal Stadion, Koeweit-Stad Scheidsrechter: Ali Sabah (IRQ) |
| 22 december 2017 21:00 (UTC+3) |      | Externe link | 28' (pen.) Mabkhout | Jaber Al-Ahmad Internationaal Stadion, Koeweit-Stad Scheidsrechter: Ali Sabah (IRQ) |

|                                |              |       |               | |
| 25 december 2017 17:30 (UTC+3) | V.A.E.       | 0 – 0 | Saoedi-Arabië | Jaber Al-Ahmad Internationaal Stadion, Koeweit-Stad Toeschouwers: 47.556 Scheidsrechter: Aziz Asimov (UZB) |
| 25 december 2017 17:30 (UTC+3) | Externe link |       |               | Jaber Al-Ahmad Internationaal Stadion, Koeweit-Stad Toeschouwers: 47.556 Scheidsrechter: Aziz Asimov (UZB) |

|                                |         |              |                        |                                                                                           |
| 25 december 2017 20:00 (UTC+3) | Koeweit | 0 – 1        | Oman                   | Jaber Al-Ahmad Internationaal Stadion, Koeweit-Stad Scheidsrechter: Saoud Al-Athbah (QAT) |
| 25 december 2017 20:00 (UTC+3) |         | Externe link | Al-Mahaijri 58' (pen.) | Jaber Al-Ahmad Internationaal Stadion, Koeweit-Stad Scheidsrechter: Saoud Al-Athbah (QAT) |

|                                |               |              |                     |                                                                                         |
| 28 december 2017 18:30 (UTC+3) | Saoedi-Arabië | 0 – 2        | Oman                | Al Kuwait Sports Clubstadion, Koeweit-Stad Scheidsrechter: Hettikamkanamge Perera (SRI) |
| 28 december 2017 18:30 (UTC+3) |               | Externe link | Al-Ruzaiqi 58', 77' | Al Kuwait Sports Clubstadion, Koeweit-Stad Scheidsrechter: Hettikamkanamge Perera (SRI) |

|                                |              |       |        |                                                                                     |
| 28 december 2017 18:30 (UTC+3) | Koeweit      | 0 – 0 | V.A.E. | Jaber Al-Ahmad Internationaal Stadion, Koeweit-Stad Scheidsrechter: Ali Sabah (IRQ) |
| 28 december 2017 18:30 (UTC+3) | Externe link |       |        | Jaber Al-Ahmad Internationaal Stadion, Koeweit-Stad Scheidsrechter: Ali Sabah (IRQ) |

### Groep B
| Pos | Land    | Wed | Win | Gel | Ver | DV | DT | +/− | Pnt |
| --- | ------- | --- | --- | --- | --- | -- | -- | --- | --- |
| 1   | Irak    | 3   | 2   | 1   | 0   | 6  | 2  | +4  | 7   |
| 2   | Bahrein | 3   | 1   | 2   | 0   | 3  | 2  | +1  | 5   |
| 3   | Qatar   | 3   | 1   | 1   | 1   | 6  | 3  | +3  | 4   |
| 4   | Jemen   | 3   | 0   | 0   | 3   | 0  | 8  | –8  | 0   |

|                                |                                            |              |       |                                                                                  |
| 23 december 2017 17:30 (UTC+3) | Qatar                                      | 4 – 0        | Jemen | Al Kuwait Sports Clubstadion, Koeweit-Stad Scheidsrechter: Omar Al-Yaqoubi (OMA) |
| 23 december 2017 17:30 (UTC+3) | Afif 2' Al-Mahdi 5' Al Moaaz 18' Ró-Ró 84' | Externe link |       | Al Kuwait Sports Clubstadion, Koeweit-Stad Scheidsrechter: Omar Al-Yaqoubi (OMA) |

|                                |            |              |                  |                                                                                       |
| 23 december 2017 20:00 (UTC+3) | Bahrein    | 1 – 1        | Irak             | Al Kuwait Sports Clubstadion, Koeweit-Stad Scheidsrechter: Ammar Ali Al-Juneibi (UAE) |
| 23 december 2017 20:00 (UTC+3) | Rashid 79' | Externe link | 89' Abdul-Raheem | Al Kuwait Sports Clubstadion, Koeweit-Stad Scheidsrechter: Ammar Ali Al-Juneibi (UAE) |

|                                |       |              |                   |                                                                                  |
| 26 december 2017 17:30 (UTC+3) | Jemen | 0 – 1        | Bahrein           | Al Kuwait Sports Clubstadion, Koeweit-Stad Scheidsrechter: Sultan Al-Harbi (KSA) |
| 26 december 2017 17:30 (UTC+3) |       | Externe link | Rashid 39' (pen.) | Al Kuwait Sports Clubstadion, Koeweit-Stad Scheidsrechter: Sultan Al-Harbi (KSA) |

|                                |                      |              |                |                                                                                     |
| 26 december 2017 20:00 (UTC+3) | Irak                 | 2 – 1        | Qatar          | Al Kuwait Sports Clubstadion, Koeweit-Stad Scheidsrechter: Ali Mahmoud Shaban (KUW) |
| 26 december 2017 20:00 (UTC+3) | Faez 45+1' Hosni 65' | Externe link | 17' Almoez Ali | Al Kuwait Sports Clubstadion, Koeweit-Stad Scheidsrechter: Ali Mahmoud Shaban (KUW) |

|                                |                        |              |               |                                                                                       |
| 29 december 2017 18:30 (UTC+3) | Qatar                  | 1 – 1        | Bahrein       | Jaber Al-Ahmad Internationaal Stadion, Koeweit-Stad Scheidsrechter: Aziz Asimov (UZB) |
| 29 december 2017 18:30 (UTC+3) | Al-Haydos 45+5' (pen.) | Externe link | 57' Ali Madan | Jaber Al-Ahmad Internationaal Stadion, Koeweit-Stad Scheidsrechter: Aziz Asimov (UZB) |

|                                |                                     |              |       |                                                                                   |
| 29 december 2017 18:30 (UTC+3) | Irak                                | 3 – 0        | Jemen | Al Kuwait Sports Clubstadion, Koeweit-Stad Scheidsrechter: Ammar Al-Jeneibi (UAE) |
| 29 december 2017 18:30 (UTC+3) | Husni 54' Faez 64' (pen.) Kamel 80' | Externe link |       | Al Kuwait Sports Clubstadion, Koeweit-Stad Scheidsrechter: Ammar Al-Jeneibi (UAE) |

## Knockoutfase
|  | halve finale             | halve finale             |  |        | finale                   | finale                   |
|  |                          |                          |  |        |                          |                          |
|  | 2 januari – Koeweit-Stad |                          |  |        |                          |                          |
|  | Oman                     | 1                        |  |        |                          |                          |
|  | Bahrein                  | 0                        |  |        | 5 januari – Koeweit-Stad | 5 januari – Koeweit-Stad |
|  |                          |                          |  |        | Oman                     | 0 (5)                    |
|  | 2 januari – Koeweit-Stad | 2 januari – Koeweit-Stad |  | V.A.E. | 0 (4)                    |                          |
|  | Irak                     | 0 (2)                    |  |        |                          |                          |
|  | V.A.E.                   | 0 (4)                    |  |        |                          |                          |

### Halve finale
|                              |                        |       |         |                                                                                                  |
| 2 januari 2018 17:15 (UTC+3) | Oman                   | 1 – 0 | Bahrein | Jaber Al-Ahmad Internationaal Stadion, Koeweit-Stad Scheidsrechter: Hettikamkanamge Perera (SRI) |
| 2 januari 2018 17:15 (UTC+3) | M. Al Jabar 29' (e.d.) |       |         | Jaber Al-Ahmad Internationaal Stadion, Koeweit-Stad Scheidsrechter: Hettikamkanamge Perera (SRI) |

|                              |                                     |       |                                      |                                                                                       |
| 2 januari 2018 20:30 (UTC+3) | Irak                                | 0 – 0 | V.A.E.                               | Jaber Al-Ahmad Internationaal Stadion, Koeweit-Stad Scheidsrechter: Aziz Asimov (UZB) |
| 2 januari 2018 20:30 (UTC+3) |                                     |       |                                      | Jaber Al-Ahmad Internationaal Stadion, Koeweit-Stad Scheidsrechter: Aziz Asimov (UZB) |
| 2 januari 2018 20:30 (UTC+3) | Strafschoppen                       |       |                                      | Jaber Al-Ahmad Internationaal Stadion, Koeweit-Stad Scheidsrechter: Aziz Asimov (UZB) |
| 2 januari 2018 20:30 (UTC+3) | Abdul-Zahra Abdul-Amir Tariq Attwan | 2–4   | Mabkhout Abdulrahman Esmaeel Barqesh | Jaber Al-Ahmad Internationaal Stadion, Koeweit-Stad Scheidsrechter: Aziz Asimov (UZB) |

### Finale
|                              |                                                         |       |                                               |                                                                                      |
| 5 januari 2018 20:00 (UTC+3) | Oman                                                    | 0 – 0 | V.A.E.                                        | Jaber Al-Ahmad Internationaal Stadion, Koeweit-Stad Scheidsrechter: Ali Shaban (KUW) |
| 5 januari 2018 20:00 (UTC+3) |                                                         |       |                                               | Jaber Al-Ahmad Internationaal Stadion, Koeweit-Stad Scheidsrechter: Ali Shaban (KUW) |
| 5 januari 2018 20:00 (UTC+3) | Strafschoppen                                           |       |                                               | Jaber Al-Ahmad Internationaal Stadion, Koeweit-Stad Scheidsrechter: Ali Shaban (KUW) |
| 5 januari 2018 20:00 (UTC+3) | Al-Muqbali Al-Mukhaini Al-Mahaijri Al-Ruzaiqi Al-Khaldi | 5–4   | Mabkhout Barman Ismail Barqesh O. Abdulrahman | Jaber Al-Ahmad Internationaal Stadion, Koeweit-Stad Scheidsrechter: Ali Shaban (KUW) |

| Winnaar Gold Cup of Nations 2017 |
| -------------------------------- |
|                                  |
| OMAN 2e titel                    |

## Toernooiranglijst
| Plaats       | Land          | GW | Win | Gel | Ver | DV | DT | +/− |
| ------------ | ------------- | -- | --- | --- | --- | -- | -- | --- |
| Finale       |               |    |     |     |     |    |    |     |
| 1            | Oman          | 5  | 3   | 1   | 1   | 4  | 1  | +3  |
| 2            | V.A.E.        | 5  | 1   | 4   | 0   | 1  | 0  | +1  |
| Halve finale |               |    |     |     |     |    |    |     |
| 3            | Irak          | 4  | 2   | 2   | 0   | 6  | 2  | +4  |
| 4            | Bahrein       | 4  | 1   | 2   | 1   | 3  | 3  | 0   |
| Groepsfase   |               |    |     |     |     |    |    |     |
| 5            | Qatar         | 3  | 1   | 1   | 1   | 6  | 3  | +3  |
| 6            | Saoedi-Arabië | 3  | 1   | 1   | 1   | 2  | 3  | −1  |
| 7            | Koeweit       | 3  | 0   | 1   | 2   | 1  | 3  | −2  |
| 8            | Jemen         | 3  | 0   | 0   | 3   | 0  | 8  | −8  |